# NGC 4686
NGC 4686 is een spiraalvormig sterrenstelsel in het sterrenbeeld Grote Beer. Het hemelobject werd op 14 april 1789 ontdekt door de Duits-Britse astronoom William Herschel.

## Synoniemen
- UGC 7946
- MCG 9-21-44
- ZWG 270.21
- PGC 43101